# Castel del Monte, Abruzzo
Castel del Monte er en italiensk landsby beliggende i regionen Abruzzo. Byen, der ligger på en bjergside, er præget af arkitektur fra middelalderen og renæssancen.
Den er en af flere små landsbyer i den italienske nationalpark Gran Sasso e Monti della Laga.

## Historie
Navnet Castel del Monte er fra det latinske Castellum Montis, der betyder "bjergets fæstning".